# جوش ويكس
جوش ويكس (بالإنجليزية: Josh Wicks)‏ (1 نوفمبر 1983 في ألمانيا - ) هو لاعب كرة قدم أمريكي في مركز حراسة المرمى. لعب مع دي.سي. يونايتد ولوس أنجلوس غلاكسي ونادي ماريهامن وPortland Timbers (2001–2010) ‏ وفانكوفر وايتكابس (نادي كرة قدم) وA.F.C. Leopards ‏ وÞór Akureyri ‏ ودي موين مانس ‏ ونادي إسكلستونا.

## وصلات خارجية
- جوش ويكس على موقع اتحاد السويد (السويدية)
- جوش ويكس على موقع الدوري الأمريكي (الإنجليزية)
- جوش ويكس على موقع قاعدة بيانات كرة القدم.إي يو (الإنجليزية)
- جوش ويكس على موقع Soccerway.com (الإنجليزية)
- جوش ويكس على موقع عالم كرة القدم.نت (الإنجليزية)